# Daniel Ściślak
Daniel Ściślak (Jastrzębie-Zdrój, 13 marzo 2000) è un calciatore polacco, centrocampista del Polonia Bytom.

## Caratteristiche tecniche
È un centrocampista offensivo.

## Carriera
Cresciuto nel settore giovanile dal Górnik Zabrze, ha debuttato in prima squadra il 26 luglio 2019 disputando l'incontro di Ekstraklasa vinto 1-0 contro lo Zagłębie Lubin. Il 13 settembre 2020 ha trovato la prima rete in carriera fissando il punteggio sul definitivo 3-0 nella sfida casalinga contro il Lechia Danzica.

## Statistiche
Statistiche aggiornate al 20 settembre 2020.

### Presenze e reti nei club
| Stagione        | Squadra         | Campionato      | Campionato | Campionato | Coppe nazionali | Coppe nazionali | Coppe nazionali | Coppe continentali | Coppe continentali | Coppe continentali | Altre coppe | Altre coppe | Altre coppe | Totale | Totale | Totale |
| Stagione        | Squadra         | Comp            | Pres       | Reti       | Comp            | Pres            | Reti            | Comp               | Pres               | Reti               | Comp        | Pres        | Reti        | Pres   | Reti   |        |
| --------------- | --------------- | --------------- | ---------- | ---------- | --------------- | --------------- | --------------- | ------------------ | ------------------ | ------------------ | ----------- | ----------- | ----------- | ------ | ------ | ------ |
| 2019-2020       | Górnik Zabrze   | EK              | 22         | 0          | CP              | 1               | 0               |                    | -                  | -                  |             | -           | -           | 23     | 0      |        |
| 2020-2021       | Górnik Zabrze   | EK              | 3          | 1          | CP              | 1               | 0               |                    | -                  | -                  |             | -           | -           | 4      | 1      |        |
| Totale carriera | Totale carriera | Totale carriera | 25         | 1          |                 | 2               | 0               |                    | 0                  | 0                  |             | -           | -           | 27     | 1      |        |